# 연예인 매니저로 살아남기
《연예인 매니저로 살아남기》(영어: Dix pour cent)는 프랑스의 코미디 드라마이다.